# Guimba, Nueva Ecija
Guimba là một đô thị hạng 1 ở tỉnh Nueva Ecija, Philippines. Theo điều tra dân số năm 2007, đô thị này có dân số 96,116 người trong 19.207 hộ.

## Barangay
Guimba được chia thành 64 barangay.
| - Agcano - Ayos Lomboy - Bacayao - Bagong Barrio - Balbalino - Balingog East - Balingog West - Banitan - Bantug - Bulakid - Bunol - Caballero - Cabaruan - Caingin Tabing Ilog - Calem - Camiing - Cardinal - Casongsong - Catimon - Cavite - Cawayan Bugtong, - Consuelo - Culong | - Escano - Faigal - Galvan - Guiset - Lamorito - Lennec - Macamias - Macapabellag - Macatcatuit - Manacsac - Manggang Marikit - Maturanoc - Maybubon - Naglabrahan - Nagpandayan - Narvacan I - Narvacan II - Pacac - Partida I - Partida II - Pasong Intsik | - Saint John District (Pob.) - San Agustin - San Andres - San Bernardino - San Marcelino - San Miguel - San Rafael - San Roque - Santa Ana - Santa Cruz - Santa Lucia - Santa Veronica District (Pob.) - Santo Cristo District (Pob.) - Saranay District (Pob.) - Sinulatan - Subol - Tampac I - Tampac II & III - Triala - Yuson |